# Joseph Black
Joseph Black (Bordeaux, 16. travnja 1728. – Edinburgh, 6. prosinca 1799.) je škotski fizičar i kemičar . Otkrio je ugljikov dioksid. Uveo je razlikovanje fizikalnih veličina topline i temperature, te uveo fizikalne veličine toplinski kapacitet i latentnu toplinu, pa se smatra osnivačem kalorimetrije. Blackovu spoznaju o većoj energiji vodene pare u odnosu na energiju jednake mase tekuće vode pri istoj temperaturi primijenio je James Watt pri razvoju svojega parnog stroja.

## Životopis
Joseph Black se rodio u Francuskoj jer su njegov otac i majka bavili se trgovinom vinom. Joseph je imao 12 braće i sestara. Pohađao je gimnaziju u Belfastu, da bi 1746. upisao se na Sveučilište u Glasgowu, gdje je proveo 4 godine, da bi nakon toga proveo još 4 godine na Sveučilištu u Edinburghu.  

### Analitička vaga
Oko 1750. razvio je analitičku vaga, koja se zasnivala na vrlo laganoj gredi (nosaču) koja se dovodila u ravnotežu s klinastom polugom, a bila je daleko najtočnija mjerna vaga u to doba. Analitička vaga je mjerni instrument za vrlo točno određivanje mase kemijske tvari. Analitička vaga osjetljiv je i skup instrument, a o njezinoj ispravnosti i preciznosti ovisi točnost rezultata kemijske analize. Najraširenija vrsta analitičke vage jest vaga nosivosti 100 grama i osjetljivosti 0.1 miligrama.

### Latentna toplina
Latentna toplina je toplina koju neka masa tvari mora predati ili primiti iz okoline kako bi promijenila agregatno stanje (oznaka: L) po jedinici te mase (po kilogramu tvari). Jednakost koja vrijedi je:
{\displaystyle L={\frac {Q_{L}}{m}}.}
gdje je: L - specifična latentna toplina po jedinici mase te tvari (J/kg), QL - toplina koju neka masa tvari mora predati ili primiti iz okoline kako bi promijenila agregatno stanje (J), m - masa tvari (kg). Mjerna je jedinica latentne topline džul po kilogramu (J/kg). Iz te jednakosti dobiva se iznos latentne topline:
{\displaystyle Q_{L}={m}\cdot {L}}
Za svaku kemijsku tvar razlikuju se specifična latentna toplina isparavanja Li (specifična toplina koju neka masa tvari oslobađa prilikom kondenzacije ili koju upija prilikom isparavanja ili vrenja ili toplina isparivanja) i specifična latentna toplina taljenja Lt (specifična toplina koju neka masa tvari oslobađa prilikom skrutnjavanja ili koju upija prilikom taljenja ili toplina taljenja).

### Otkriće ugljikovog dioksida
Joseph Black je pročavao svojstva novog plina koji se pojavljivao u raznim kemijskim reakcijama. Pronašao je da ako grije vapnenac ili mu dodaje kiseline, nastaje plin koji ne podržava gorenje niti omogućuju životinjama disanje. Taj plin je gušći od zraka. Otkrio je ako se gašeno vapno spaja s tim plinom, opet nastaje vapnenac. Na kraju je saznao da se ugljikov dioksid dobiva kao proizvod disanja i vrenja mikroorganizama. 